# Bahnstrecke Vejprty–Annaberg-Buchholz unt Bf
| Ausschnitt der Streckenkarte Sachsen von 1902 |                                                                              |                                           |                                           |
| Streckennummer: | 6623; sä. WA                                                                 |                                           |                                           |
| Kursbuchstrecke (DB): | 517                                                                          |                                           |                                           |
| Kursbuchstrecke: | 140 (1934) 169 (1946) 171 (Buchholz (Sachs) – Annaberg (Erzgeb) unt Bf 1946) |                                           |                                           |
| Streckenlänge: | 19,016 km                                                                    |                                           |                                           |
| Spurweite: | 1435 mm (Normalspur)                                                         |                                           |                                           |
| Streckenklasse: | C3                                                                           |                                           |                                           |
| Maximale Neigung: | 18,2 ‰                                                                       |                                           |                                           |
| Minimaler Radius: | 180 m                                                                        |                                           |                                           |
| Streckengeschwindigkeit: | 60 km/h                                                                      |                                           |                                           |
| |                                                                              |                                           |                                           |
| \| \| \| von Chomutov (vorm. BEB) \| \| \| \| 0,000 \| Vejprty früher Weipert \| 713 m \| \| \| 0,478 \| Viadukt Pöhlbachtal (100 m) \| Viadukt Pöhlbachtal (100 m) \| \| \| \| (Staatsgrenze Tschechien/Deutschland) \| \| \| \| 0,583 \| Infrastrukturgrenze SŽDC/DB RegioNetz \| Infrastrukturgrenze SŽDC/DB RegioNetz \| \| \| 0,910 \| Bärenstein (Kr Annaberg) (ehem. Bf) \| 707 m \| \| \| 1,485 \| EÜ Bahnhofstraße (20 m) \| EÜ Bahnhofstraße (20 m) \| \| \| 1,850 \| Tunnel Bärenstein (94 m) \| Tunnel Bärenstein (94 m) \| \| \| 2,550 \| Kühberg \| 705 m \| \| \| 5,510 \| Königswalde (Erzgeb) ob Bf \| 702 m \| \| \| \| nach Annaberg-Buchholz ob Bf \| \| \| \| - \| Bundesstraße 95 \| Bundesstraße 95 \| \| \| - \| Anst Talsperre Cranzahl \| Anst Talsperre Cranzahl \| \| \| 9,930 \| EÜ Wirtschaftsweg (10 m) \| EÜ Wirtschaftsweg (10 m) \| \| \| 10,565 \| Cranzahl \| 654 m \| \| \| \| Schmalspurbahn nach Kurort Oberwiesenthal \| \| \| \| 10,830 \| EÜ Karlsbader Straße (12 m) \| EÜ Karlsbader Straße (12 m) \| \| \| 10,935 \| Viadukt Cranzahl (122 m) \| Viadukt Cranzahl (122 m) \| \| \| 13,896 \| Sehma (ehem. Bf) \| 605 m \| \| \| 14,078 \| EÜ Schlettauer Straße (11 m) \| EÜ Schlettauer Straße (11 m) \| \| \| \| von Schwarzenberg (Erzgeb) \| \| \| \| 16,350 \| Annaberg-Buchholz Süd \| 574 m \| \| \| 16,511 \| EÜ Talstraße (12 m) \| EÜ Talstraße (12 m) \| \| \| 16,543 \| Sehmabrücke (23 m) \| Sehmabrücke (23 m) \| \| \| 17,535 \| Annaberg-Buchholz Mitte \| 557 m \| \| \| 18,154 \| Sehma (12 m) \| Sehma (12 m) \| \| \| 18,205 \| Tunnel Buchholz (29 m) \| Tunnel Buchholz (29 m) \| \| \| 18,343 \| Brücke Sehmatal (40 m) \| Brücke Sehmatal (40 m) \| \| \| 18,758 \| EÜ Bundesstraße 101 (13 m) \| EÜ Bundesstraße 101 (13 m) \| \| \| 19,016 0,000 \| Einmündung in Strecke 6644 \| Einmündung in Strecke 6644 \| \| \| (19,044) \| Annaberg-Buchholz unt Bf \| 537 m \| \| \| \| nach Flöha \| \| |                                                                              |                                           |                                           |
| Strecke |                                                                              | von Chomutov (vorm. BEB)                  | von Chomutov (vorm. BEB)                  |
| Bahnhof | 0,000                                                                        | Vejprty früher Weipert                    | 713 m                                     |
| Grenze auf Brücke über Wasserlauf | 0,478                                                                        | Viadukt Pöhlbachtal (100 m)               | Viadukt Pöhlbachtal (100 m)               |
| Strecke |                                                                              | (Staatsgrenze Tschechien/Deutschland)     | (Staatsgrenze Tschechien/Deutschland)     |
| Wechsel des Eisenbahninfrastrukturunternehmens | 0,583                                                                        | Infrastrukturgrenze SŽDC/DB RegioNetz     | Infrastrukturgrenze SŽDC/DB RegioNetz     |
| Haltepunkt / Haltestelle | 0,910                                                                        | Bärenstein (Kr Annaberg) (ehem. Bf)       | 707 m                                     |
| Brücke | 1,485                                                                        | EÜ Bahnhofstraße (20 m)                   | EÜ Bahnhofstraße (20 m)                   |
| Tunnel | 1,850                                                                        | Tunnel Bärenstein (94 m)                  | Tunnel Bärenstein (94 m)                  |
| ehemaliger Haltepunkt / Haltestelle | 2,550                                                                        | Kühberg                                   | 705 m                                     |
| ehemaliger Bahnhof | 5,510                                                                        | Königswalde (Erzgeb) ob Bf                | 702 m                                     |
| Abzweig geradeaus und ehemals nach rechts |                                                                              | nach Annaberg-Buchholz ob Bf              | nach Annaberg-Buchholz ob Bf              |
| Strecke mit Straßenbrücke | -                                                                            | Bundesstraße 95                           | Bundesstraße 95                           |
| Abzweig geradeaus und ehemals nach links | -                                                                            | Anst Talsperre Cranzahl                   | Anst Talsperre Cranzahl                   |
| Brücke | 9,930                                                                        | EÜ Wirtschaftsweg (10 m)                  | EÜ Wirtschaftsweg (10 m)                  |
| Bahnhof | 10,565                                                                       | Cranzahl                                  | 654 m                                     |
| Abzweig geradeaus und nach links |                                                                              | Schmalspurbahn nach Kurort Oberwiesenthal | Schmalspurbahn nach Kurort Oberwiesenthal |
| Brücke | 10,830                                                                       | EÜ Karlsbader Straße (12 m)               | EÜ Karlsbader Straße (12 m)               |
| Brücke | 10,935                                                                       | Viadukt Cranzahl (122 m)                  | Viadukt Cranzahl (122 m)                  |
| Haltepunkt / Haltestelle | 13,896                                                                       | Sehma (ehem. Bf)                          | 605 m                                     |
| Brücke | 14,078                                                                       | EÜ Schlettauer Straße (11 m)              | EÜ Schlettauer Straße (11 m)              |
| Abzweig geradeaus und von links |                                                                              | von Schwarzenberg (Erzgeb)                | von Schwarzenberg (Erzgeb)                |
| Bahnhof | 16,350                                                                       | Annaberg-Buchholz Süd                     | 574 m                                     |
| Brücke | 16,511                                                                       | EÜ Talstraße (12 m)                       | EÜ Talstraße (12 m)                       |
| Brücke über Wasserlauf | 16,543                                                                       | Sehmabrücke (23 m)                        | Sehmabrücke (23 m)                        |
| Haltepunkt / Haltestelle | 17,535                                                                       | Annaberg-Buchholz Mitte                   | 557 m                                     |
| Brücke über Wasserlauf | 18,154                                                                       | Sehma (12 m)                              | Sehma (12 m)                              |
| Tunnel | 18,205                                                                       | Tunnel Buchholz (29 m)                    | Tunnel Buchholz (29 m)                    |
| Brücke | 18,343                                                                       | Brücke Sehmatal (40 m)                    | Brücke Sehmatal (40 m)                    |
| Brücke | 18,758                                                                       | EÜ Bundesstraße 101 (13 m)                | EÜ Bundesstraße 101 (13 m)                |
| Kilometer-Wechsel | 19,016 0,000                                                                 | Einmündung in Strecke 6644                | Einmündung in Strecke 6644                |
| Bahnhof | (19,044)                                                                     | Annaberg-Buchholz unt Bf                  | 537 m                                     |
| Strecke |                                                                              | nach Flöha                                | nach Flöha                                |

Die Bahnstrecke Vejprty–Annaberg-Buchholz unt Bf ist eine Nebenbahn in Tschechien und Sachsen. Die Strecke schließt in Vejprty (Weipert) an die Strecke Bahnstrecke Chomutov–Vejprty an, überquert die tschechisch-deutsche Staatsgrenze und führt über Cranzahl nach Annaberg-Buchholz. Sie gehört seit 2001 zum DB-Regionetz Erzgebirgsbahn.

## Geschichte

### Vorgeschichte und Bau
Schon mit der Inbetriebnahme der Chemnitz-Annaberger Bahn setzte sich das „Annaberger Eisenbahncomitee“ für eine Fortsetzung über den Erzgebirgskamm nach Böhmen ein. Zu jener Zeit bestand auf der Südseite des Erzgebirges nur die Strecke der Aussig-Teplitzer Eisenbahn. Das Annaberger Komitee erwirkte schließlich am 28. August 1865 von der österreichischen Regierung die Erteilung einer Konzession für eine „Sächsisch-Böhmische Verbindungsbahn“ zum Anschluss an die Buschtěhrader Eisenbahn bei Katschitz. Der Deutsche Krieg von 1866 verhinderte jedoch eine Realisierung, sodass die Konzession wieder erlosch.
Am 1. Juli 1868 erhielt die Buschtěhrader Eisenbahn eine neue Konzession für eine Strecke Komotau–Weipert, die zusammen mit der Linie von Prag über Komotau nach Eger genehmigt wurde. Am 29. September 1869 schloss Österreich mit Sachsen einen Staatsvertrag, der die Realisierung der „Eisenbahnanschlüsse an der böhmisch-sächsischen Grenze bei Weipert, Georgswalde und Warnsdorf“ zum Inhalt hatte. Sachsen verpflichtete sich nun, die Strecke von Weipert bis Annaberg bis zum 1. Juli 1871 fertigzustellen. Wenn sich kein privater Investor für den Streckenbau finden sollte, war ein Bau auf Staatskosten vorgesehen.
Für den Streckenbau auf sächsischem Gebiet gründete das Annaberger Eisenbahnkomitee die Gesellschaft der Sächsisch-Böhmischen Verbindungsbahn Annaberg–Weipert, die am 19. April 1870 die Konzession für den Streckenbau von der Landesgrenze nach Annaberg erhielt. Der Deutsch-Französische Krieg, aber auch der strenge Winter von 1870/1871 verzögerten die für 1871 vorgesehene Fertigstellung der Verbindung mehrfach.
Die Buschtěhrader Eisenbahn eröffnete schließlich die Strecke Komotau–Weipert am 1. August 1872. Drei Tage später – am 3. August 1872 – ging auch die Strecke Weipert–Annaberg für den Allgemeinverkehr in Betrieb. Den Betrieb übernahmen die Königlich Sächsischen Staatseisenbahnen mit ihren Betriebsmitteln gegen 50 Prozent der Bruttoeinnahmen. Der im Eigentum der Buschtěhrader Eisenbahn stehende Abschnitt Weipert–Landesgrenze wurde auf Pachtbasis betrieben.

### Betrieb bis 1945

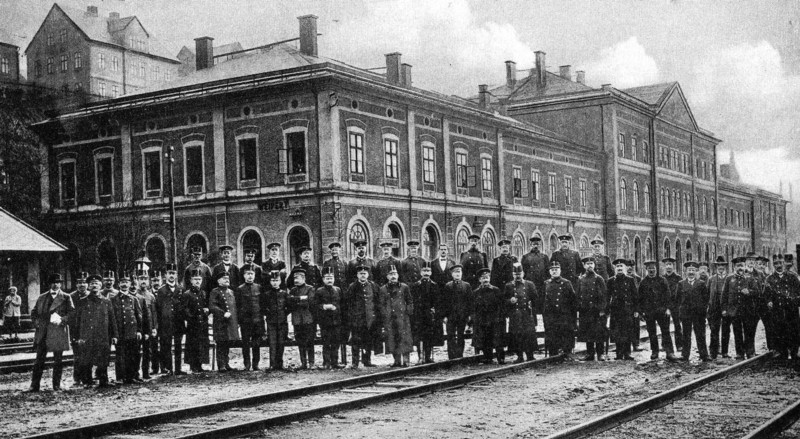
Die Belegschaft des Grenzbahnhofs Weipert (um 1905)

Bis zum Bau der Strecke über Reitzenhain war die Trasse über Weipert die einzige den Erzgebirgskamm überquerende Eisenbahnverbindung. Als diese am 23. August 1875 in Betrieb ging, verlor die Strecke über Weipert einen erheblichen Teil des Durchgangsverkehrs. Die nun unrentabel gewordene Verbindung wurde am 12. August 1878 vom sächsischen Staat erworben. Die Gesellschaft der Sächsisch-Böhmischen Verbindungsbahn Annaberg–Weipert wurde aufgelöst.
Trotz der Weiterführung der Bahn über die Landesgrenze erfolgte bis 1945 kein durchgängiger Reisezugverkehr zwischen Chemnitz und Komotau. Alle Züge von Chemnitz endeten im Grenzbahnhof Weipert, wo in die Züge der Buschtěhrader Eisenbahn bzw. später der ČSD umgestiegen werden musste. Im Güterverkehr gab es durchgängige Züge, dabei fand in Weipert ein Lokwechsel statt.

### Nach dem Zweiten Weltkrieg
Nach dem Zweiten Weltkrieg kam der grenzüberschreitende Zugverkehr zum Erliegen. Alle Züge aus Richtung Flöha verkehrten nurmehr bis Bärenstein. Die Tschechoslowakischen Staatseisenbahnen (ČSD) übernahmen den einstigen sächsischen Teil des Bahnhofs Vejprty inklusive Drehscheibe. Da im nunmehrigen Wendebahnhof Bärenstein (Kr Annaberg) keine Drehscheibe vorhanden war, mussten die eingesetzten Lokomotiven der Baureihe 38.2–3 (Sächsische XII H2) den Bahnhof Bärenstein in Richtung Chemnitz mit dem Tender voraus verlassen und rückwärts bis zum Bahnhof Annaberg-Buchholz Süd fahren. Erst hier bekam jeder Zug eine neue, in Richtung Chemnitz gedrehte Lokomotive. Dadurch kam es zu erheblichen Fahrzeitverlängerungen und erhöhtem Personalaufwand.
Die Gleisverbindung über die Staatsgrenze blieb aus strategischen Gründen weiter befahrbar. Bis auf einzelne Dienstfahrten – etwa für Schneeräumeinsätze auf tschechoslowakischem Territorium – fand jedoch kein Zugverkehr mehr statt.
Ab den 1970er Jahren plante die Deutsche Reichsbahn die Einstellung des Zugverkehrs auf dem Abschnitt Bärenstein–Cranzahl. Die Ölkrise von 1981 und die Verlagerung des Wagenladungsverkehr von Jöhstadt nach Bärenstein infolge der Stilllegung der Schmalspurbahn Wolkenstein–Jöhstadt ließen diesen Plan jedoch obsolet werden. In den 1980er Jahren verkehrten zwischen Bärenstein und Cranzahl werktags nur noch vier Reisezugpaare, an Samstagen und Sonntagen nur zwei. Zwischen Cranzahl und Flöha gab es hingegen acht tägliche Fahrtmöglichkeiten, darunter eine Eilzugverbindung von und nach Leipzig Hbf.

### Neue Perspektiven

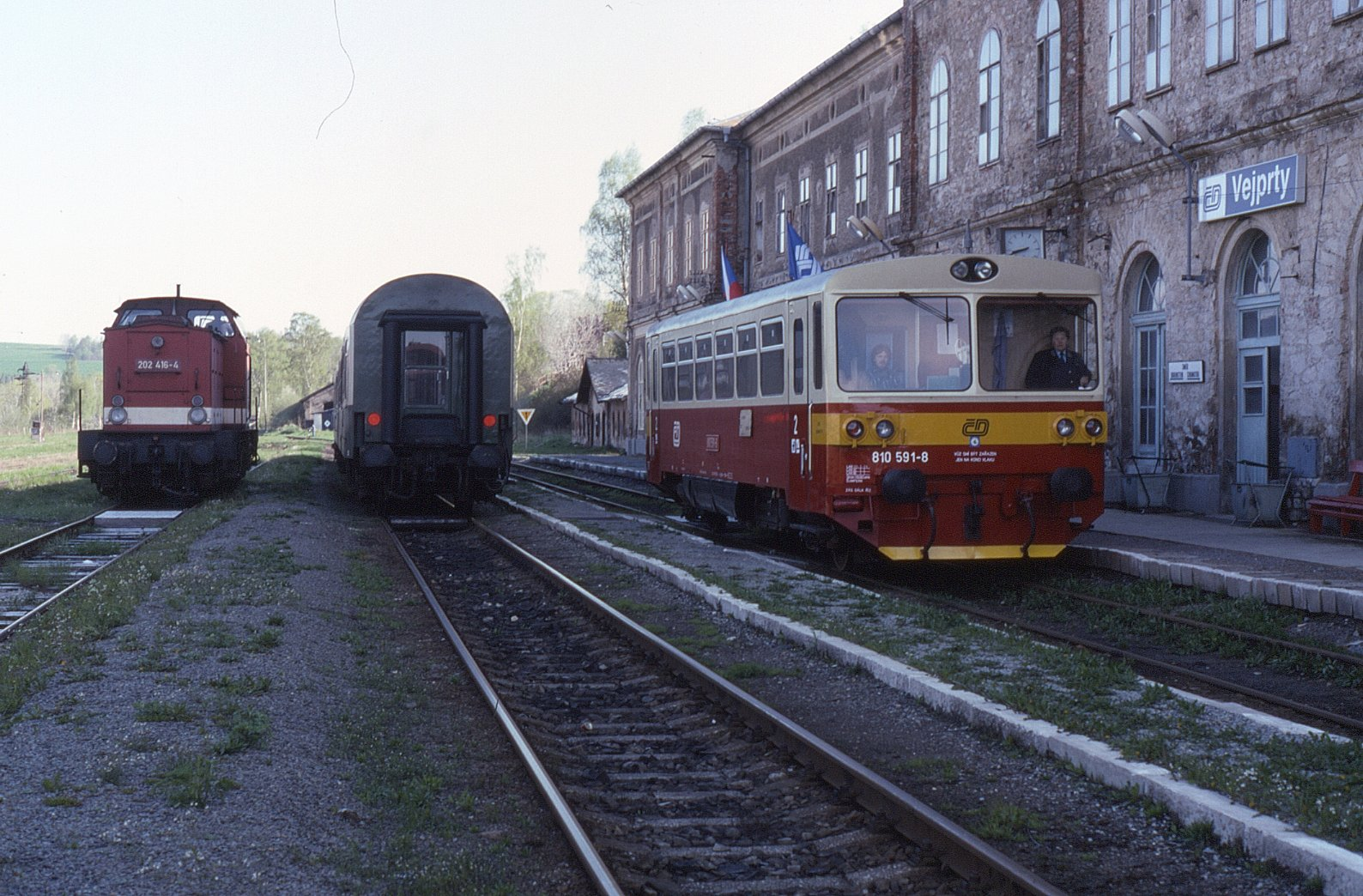
Bahnhof Vejprty: Die Lokomotive der Regionalbahn aus Chemnitz setzt soeben ans andere Zugende um, der Triebwagen der ČD vermittelt den Anschluss nach Chomutov. (1995)

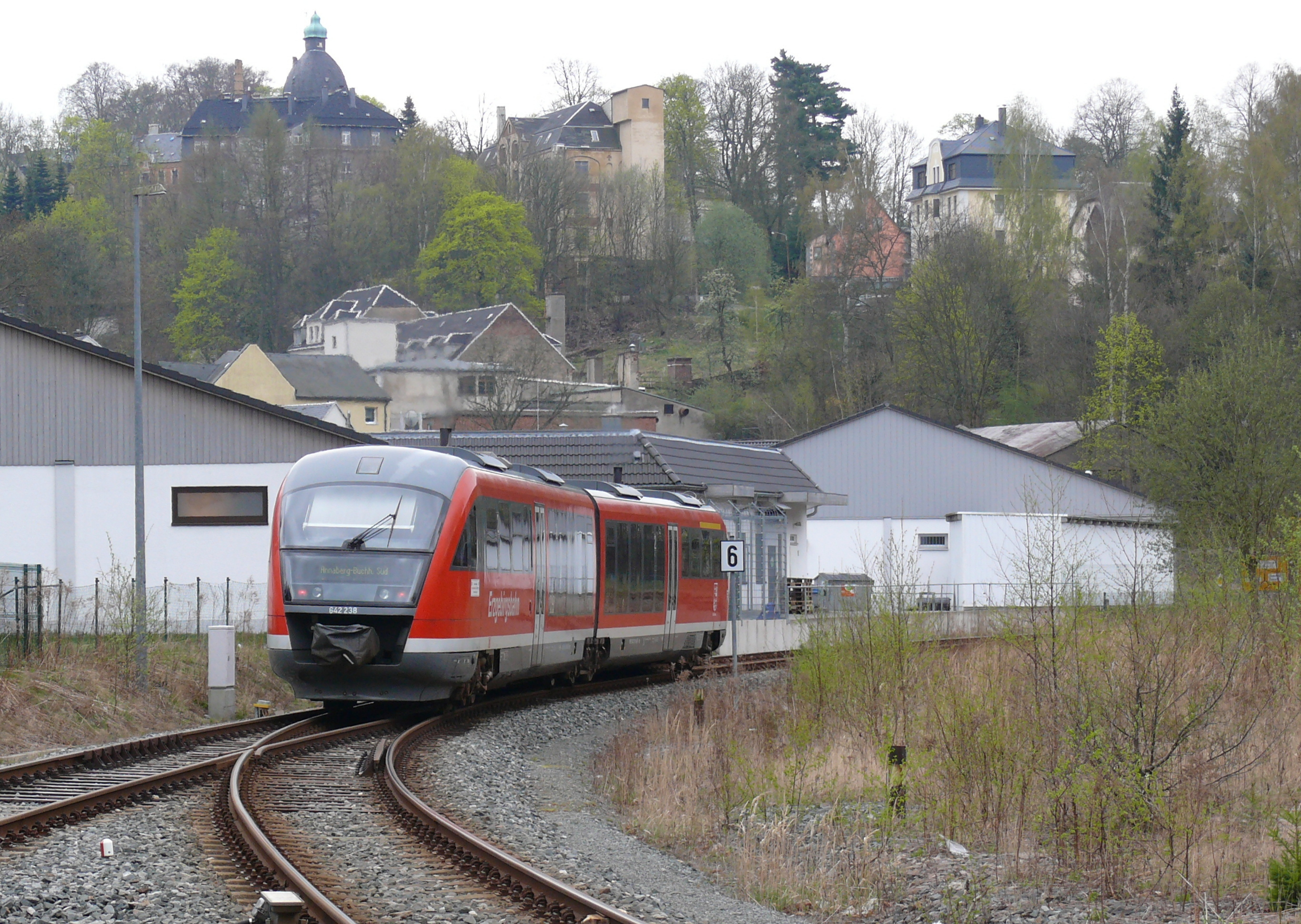
Ein Zug der Erzgebirgsbahn nach Annaberg-Buchholz Süd verlässt Annaberg-Buchholz unt Bf (2014)

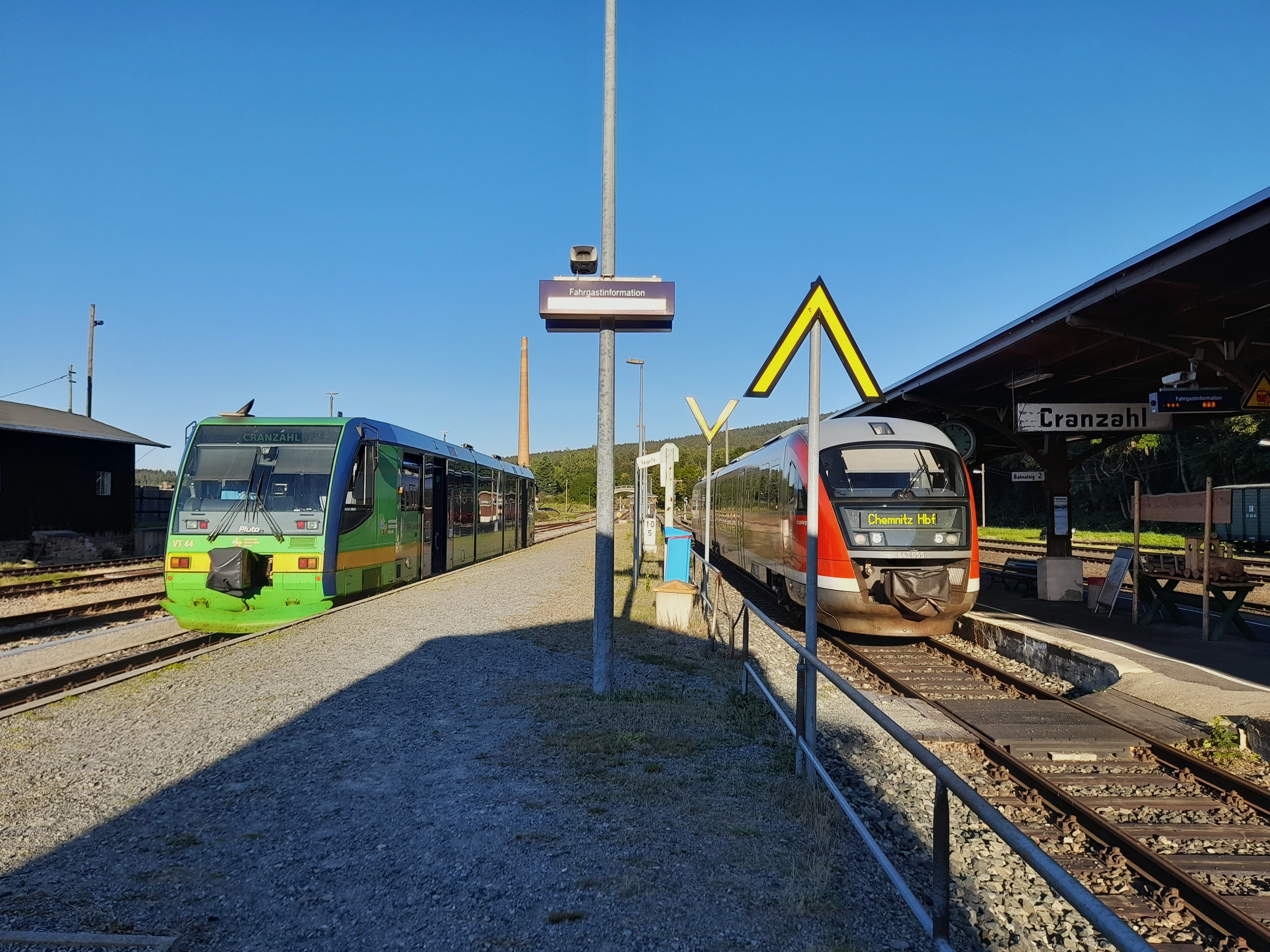
Reisezüge von Länderbahn CZ und Erzgebirgsbahn im Bahnhof Cranzahl (2023)

Neue Perspektiven erhielt die Strecke mit den politischen Umwälzungen in der DDR und in der Tschechoslowakei in den Jahren 1989 und 1990. Nach Jahrzehnten der Trennung war es Wunsch beider Seiten, die alten traditionellen Verkehrsverbindungen über die Grenze zu erneuern. Schon ab dem Fahrplanwechsel im Juni 1991 sollten auf drei grenzüberschreitenden Strecken zwischen Sachsen und Böhmen wieder Reisezüge verkehren, darunter auch zwischen Vejprty und Bärenstein. Dieser Termin konnte nicht gehalten werden. Das größte Hindernis für einen fahrplanmäßigen Verkehr war die noch aus dem Eröffnungsjahr stammende Grenzbrücke, welche lediglich für eine Achsfahrmasse von 15 Tonnen und eine Meterlast von 5,5 Tonnen zugelassen war. Im Juni 1992 stellte das sächsische Wirtschaftsministerium 250.000 DM bereit, um hier die notwendigsten Reparaturen durchführen zu können.
Am 1. August 1993 konnte der grenzüberschreitende Reisezugverkehr mit vier Zugpaaren in der Relation Chemnitz–Vejprty wieder aufgenommen werden. Wegen der Tonnagebegrenzung auf der Grenzbrücke war allerdings zunächst kein Güterverkehr möglich. Der Neubau der Brücke wurde schließlich mit Mitteln des EU-Förderprogramms „PHARE“ zwischen dem 14. April und dem 24. August 1997 realisiert. Seitdem ist die grenzüberschreitende Strecke auch für den Güterverkehr zugelassen.
Alle Reisezüge verkehren derzeit mit Dieseltriebwagen der Baureihe 642. Die Linie ist über Annaberg-Buchholz und Flöha hinaus nach Chemnitz durchgebunden, wo weitere Anschlüsse ins Umland bestehen. Die Züge verkehren zwischen Cranzahl und Chemnitz im Zweistundentakt. Am Wochenende wird ein Ausflugszug in der Relation Leipzig–Chemnitz–Vejprty–Chomutov angeboten. Es gilt der Tarif des Verkehrsverbundes Mittelsachsen, für Fahrten über das Verbundgebiet hinaus der allgemeine Bahntarif. Seit 11. Dezember 2011 wurde der Abschnitt zwischen Vejprty und Cranzahl nur noch an den Wochenenden mit drei Zugpaaren bedient. Werktags ruht dort der Reiseverkehr.
Zum Fahrplanwechsel am 14. Dezember 2014 wurde der planmäßige Reiseverkehr zwischen Vejprty und Cranzahl gänzlich eingestellt, gleichzeitig entfielen die touristisch orientierten Zugverbindungen zwischen Chemnitz und Chomutov.
Im Güterverkehr wird die Strecke noch bedarfsweise befahren. Im April 2010 verkehrten mehrere Ganzzüge in Richtung Annaberg-Buchholz Süd und weiter nach Schwarzenberg, die im Bahnhof Vejprty mit Schotter für Gleisbaustellen beladen worden waren.
Am 1. Mai 2016 wurde der grenzüberschreitende Reiseverkehr zwischen Vejprty und Cranzahl als befristetes touristisches Angebot wieder aufgenommen. Bis 25. September 2016 verkehrten jeweils zwei Zugpaare an Wochenenden und Feiertagen. Da das Angebot laut Erzgebirgsbahn gut angenommen wurde, verkehrten die Züge auch im Sommer 2017. Seit 2018 werden die touristischen Zugpaare der Linie T7 von Chomutov bis Cranzahl durchgebunden. Ab 25. April 2020 übernimmt das Eisenbahnverkehrsunternehmen Länderbahn CZ mit Sitz in Ústí nad Labem. Der Verkehrsverbund Mittelsachsen zahlt im Jahr 2020 für die Bestellung der Verkehrsleistungen zwischen Vejprty und Cranzahl rund 25.000 Euro.
Auf den Strecken im Ústecký kraj, Středočeský kraj und nach Cranzahl verkehren Triebwagen des Typs RegioSprinter der Die Länderbahn CZ.
Bis 2034 soll der Abschnitt zwischen Cranzahl und Annaberg-Buchholz Süd als Teil einer Verbindung über Schwarzenberg und Aue nach Chemnitz Hbf elektrifiziert werden.

## Streckenbeschreibung

### Verlauf

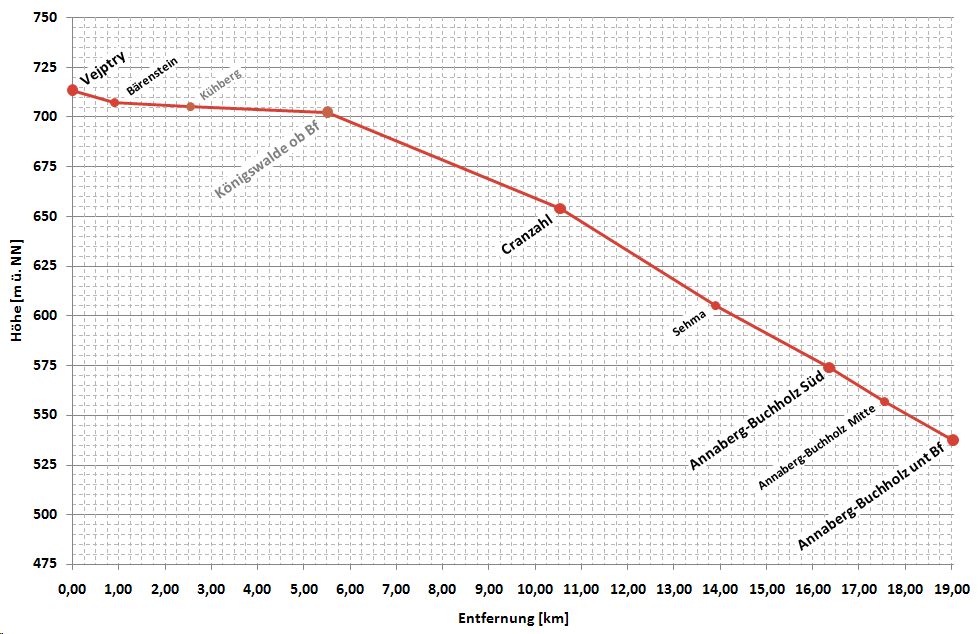
Vereinfachtes Höhenprofil der Strecke

Die Strecke verlässt den Grenzbahnhof Vejprty in nördlicher Richtung, unmittelbar danach werden auf einem Viadukt der Pöhlbach und die Staatsgrenze überquert. Auf sächsischem Gebiet folgt die Trasse zunächst fast ohne Neigung dem einstigen Annaberger Floßgraben. Bei Königswalde ob Bf überwindet das Gleis in einem tiefen Einschnitt die Wasserscheide zum Sehmatal, um dann an dessen Flanke südwärts nach Cranzahl abzufallen. Die Sehma wird auf einem Viadukt überquert. Dann folgt die Strecke der Sehma nordwärts bis Annaberg-Buchholz.

### Betriebsstellen
Vejprty ⊙

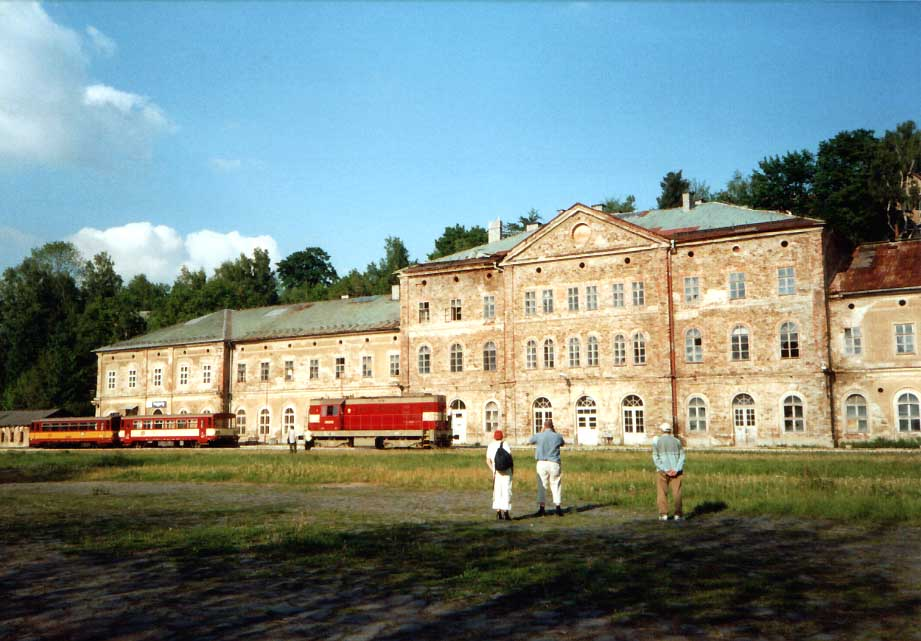
Bahnhof Vejprty (2003)

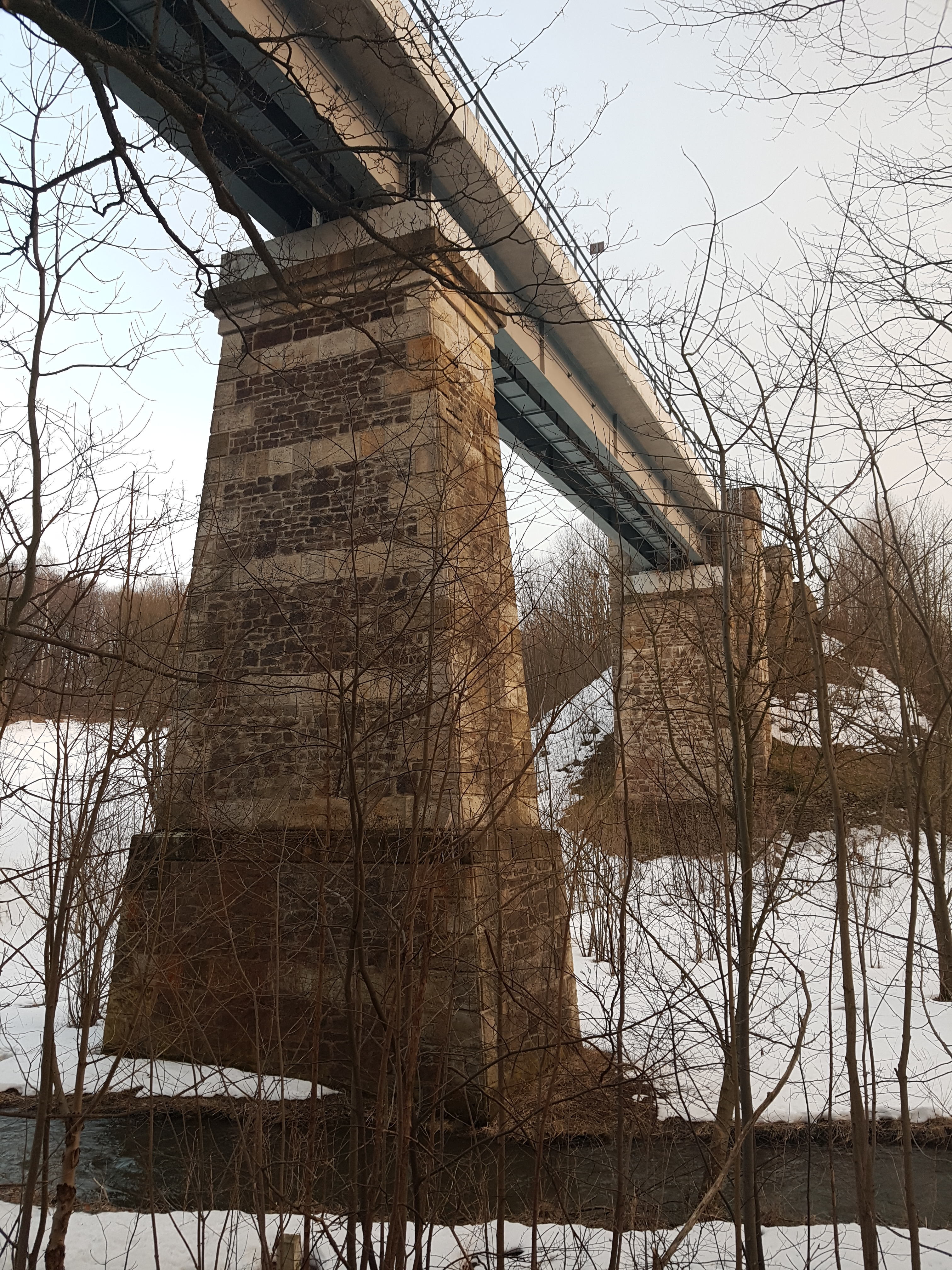
Viadukt über den Grenzfluss Pöhlbach (Polava) zwischen Vejprty und Bärenstein (2019)

Der Bahnhof Vejprty (bis 1945: Weipert) ist Grenzbahnhof zwischen Tschechien und Deutschland. Die einst umfangreichen Anlagen des Bahnhofes sind seit der Einstellung des grenzüberschreitenden Verkehrs nach 1945 in einem fortschreitenden Verfall begriffen. Das große Empfangsgebäude wurde im Frühjahr 2012 weitgehend abgerissen. Erhalten ist nur noch der nördliche, ehemals durch die sächsischen Beamten genutzte Flügel. Er wurde bereits 2008 renoviert. Vejprty ist auch im Jahr 2011 noch Tarifpunkt im Güterverkehr.
Bärenstein (Kr Annaberg) ⊙

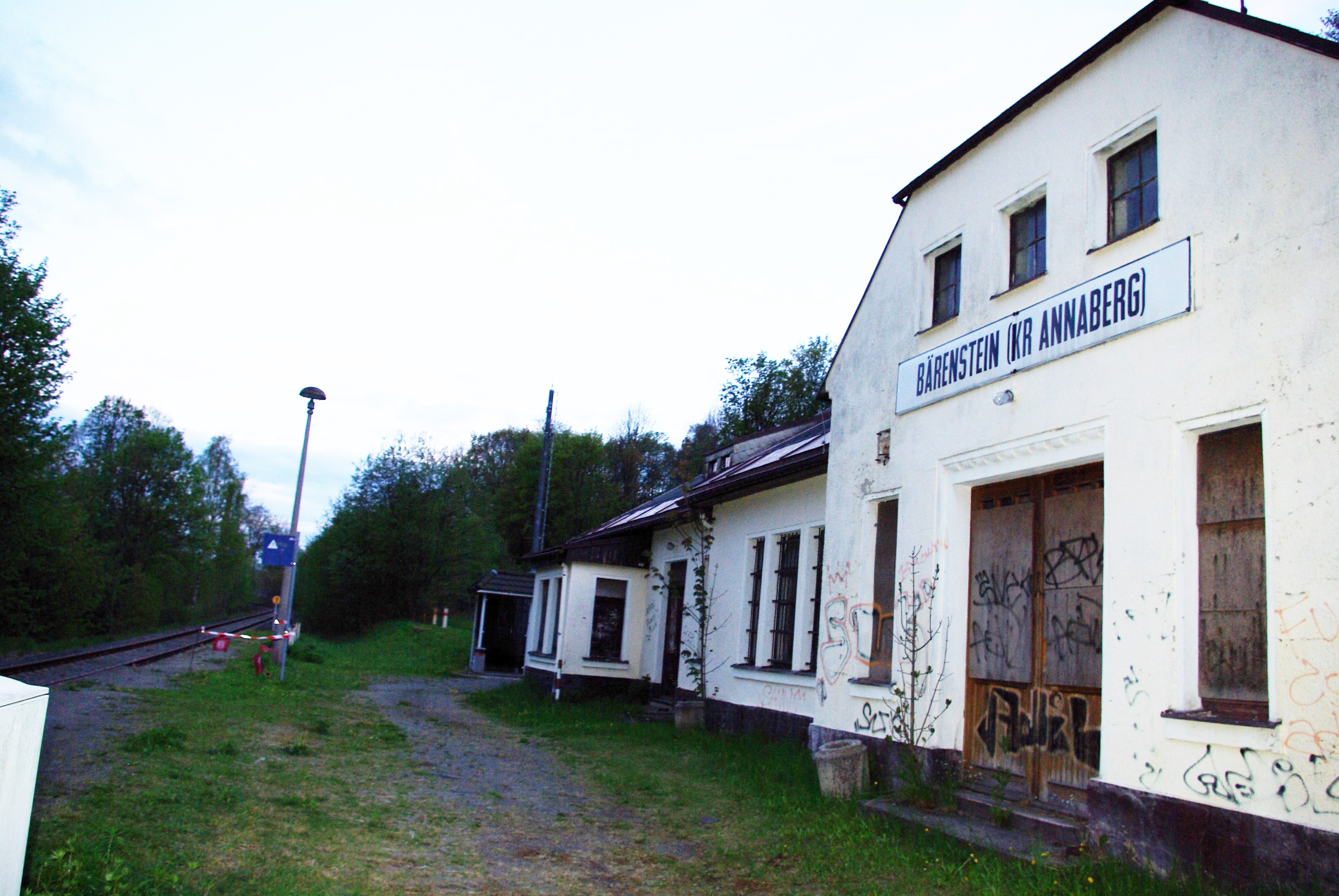
Haltepunkt Bärenstein (Kr Annaberg) (2016)

Die Haltestelle Bärenstein wurde am 3. August 1872 eröffnet. Die Station wurde 1905 zum Bahnhof erhoben. Sie trug folgende Namen:
- bis 1890: Bärenstein
- bis 1910: Bärenstein bei Weipert
- bis 1934: Bärenstein (Bez Chemnitz)
- bis 1951: Bärenstein (Bz Chemnitz)
- seit 1951: Bärenstein (Kreis Annaberg)

Der Bahnhof befindet sich etwas abgelegen im Norden des Orts im Tal des Pöhlbachs, der die Grenze zur Tschechischen Republik bildet. 1997 wurde der Bahnhof nach Abbau des Nebengleises zum Haltepunkt abgestuft.
Kühberg ⊙

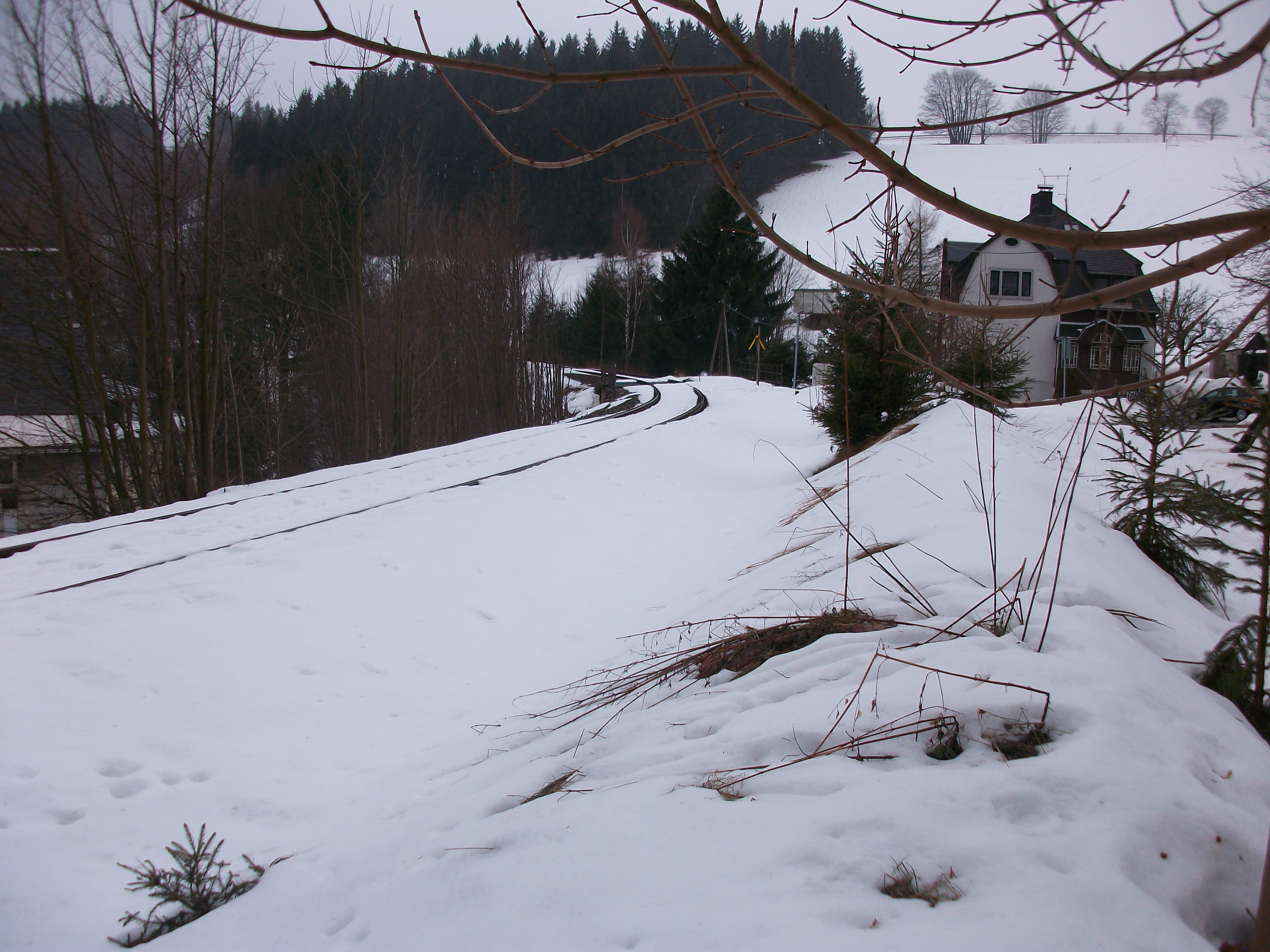
Lage des aufgelassenen Haltepunkts Kühberg (2017)

Der Haltepunkt Kühberg wurde am 15. Dezember 1896 eröffnet. Er befand sich im Zentrum der Ansiedlung. Aufgrund des geringen Reisendenaufkommens wurde der Halt am 27. September 1998 aufgelassen. Im Rahmen der Streckenerneuerung im Jahr 2000 wurde der bis dahin noch vorhandene Bahnsteig vollständig abgetragen.
Königswalde (Erzgeb) ob Bf ⊙

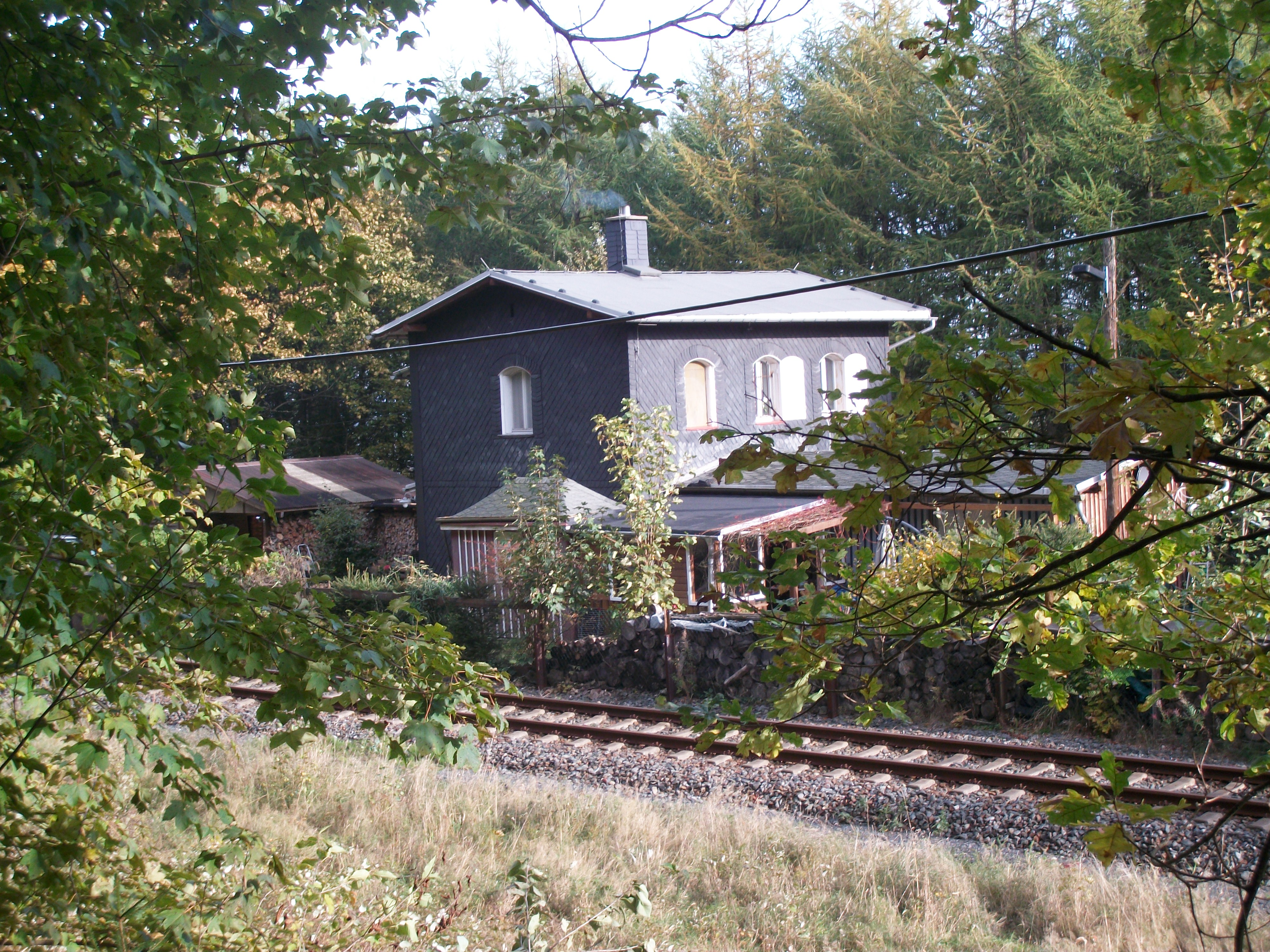
Königswalde (Erzgeb) ob Bf (2016)

Der Haltepunkt Königswalde wurde am 3. August 1872 eröffnet. Seit 1906 war der Halt ein Bahnhof. Er trug folgende Namen:
- bis 1922: Königswalde
- bis 1928: Königswalde (Erzgeb)
- seit 1928: Königswalde (Erzgeb) ob Bf (nach Eröffnung der Plattentalbahn mit Königswalde (Erzgeb) unt Bf)

Von 1906 bis 1996 zweigte vom Bahnhof die Stichstrecke nach Annaberg-Buchholz ob Bf ab, sie diente fast ausschließlich dem Güterverkehr. Der Bahnhof liegt abseits im Südosten des Orts am Hang des Pöhlbachtals und ist über die Annaberger Straße und die Bahnhofstraße erreichbar. Aufgrund des geringen Reisendenaufkommens wurde der Bahnhof am 27. September 1998 aufgelassen.
Cranzahl ⊙

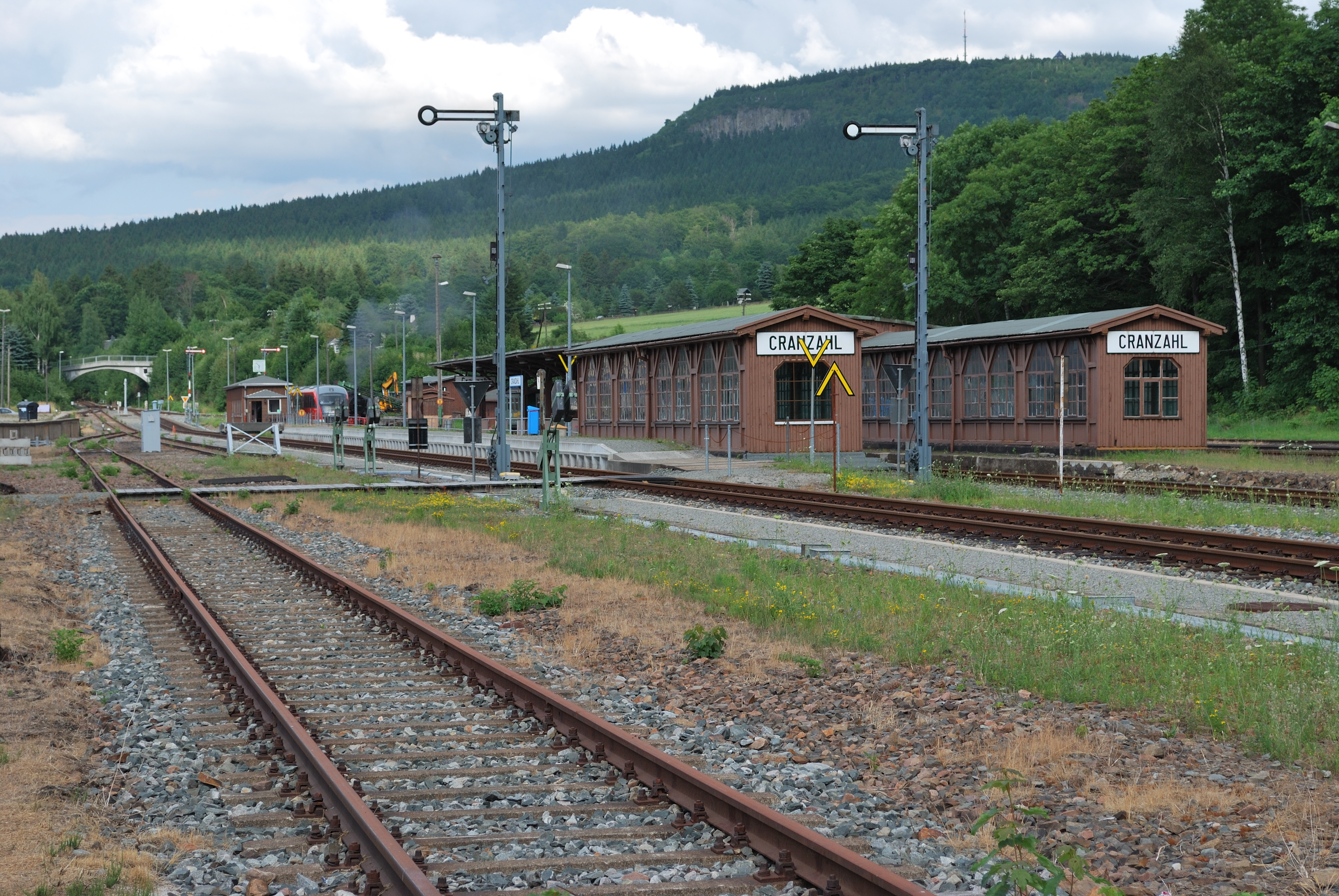
Bahnhof Cranzahl (2010)

Am 1872 eröffneten Bahnhof Cranzahl zweigt seit 1897 die Schmalspurbahn Cranzahl–Kurort Oberwiesenthal nach Oberwiesenthal ab.
Sehma ⊙

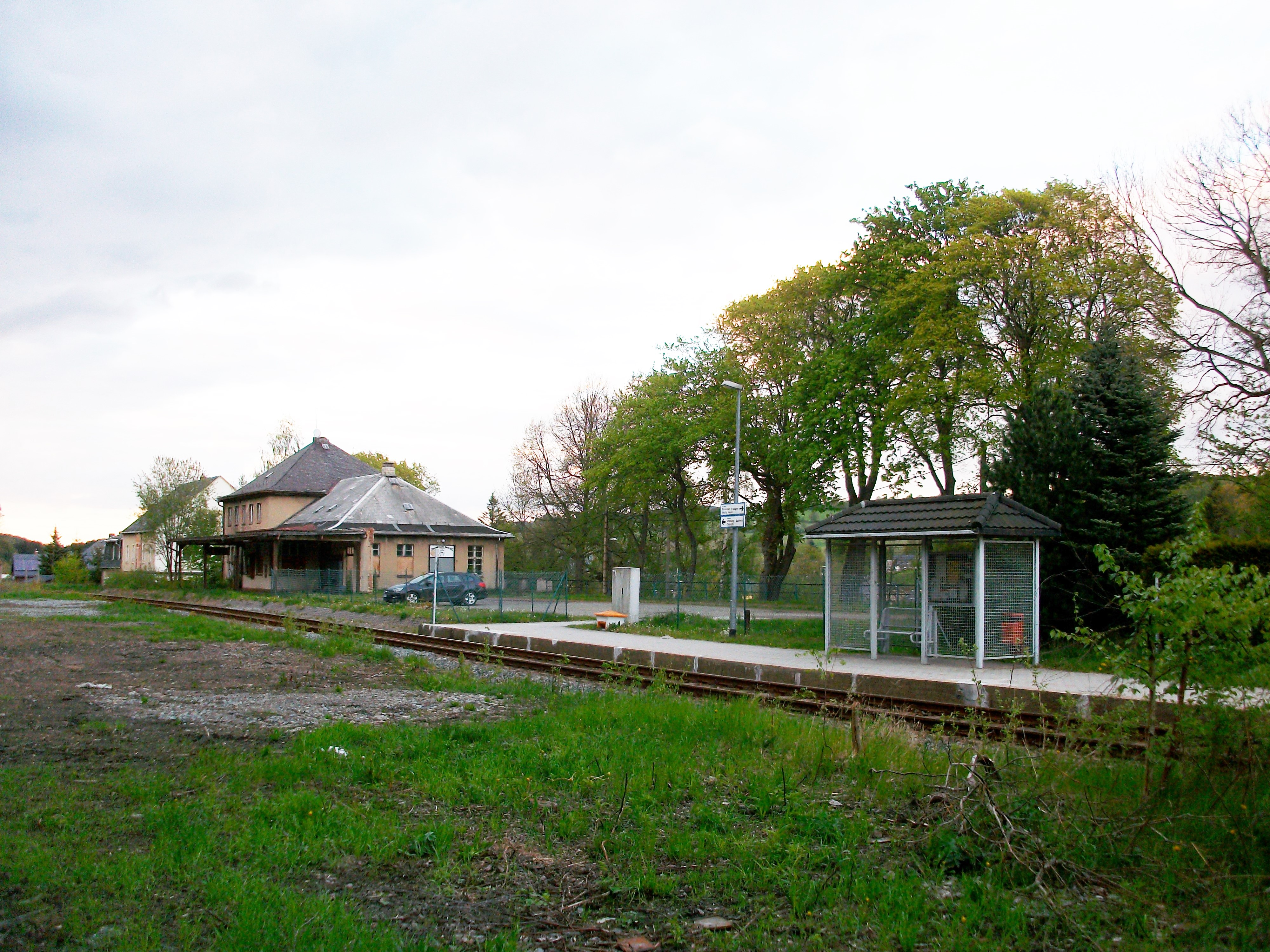
Haltepunkt Sehma (2016)

Der Haltepunkt Sehma wurde am 1. Mai 1881 eröffnet. Zwischen 1905 und 1968 war der Halt ein Bahnhof. Er befindet sich im Zentrum des Orts und ist über die Bahnhofstraße erreichbar.
Annaberg-Buchholz Süd ⊙

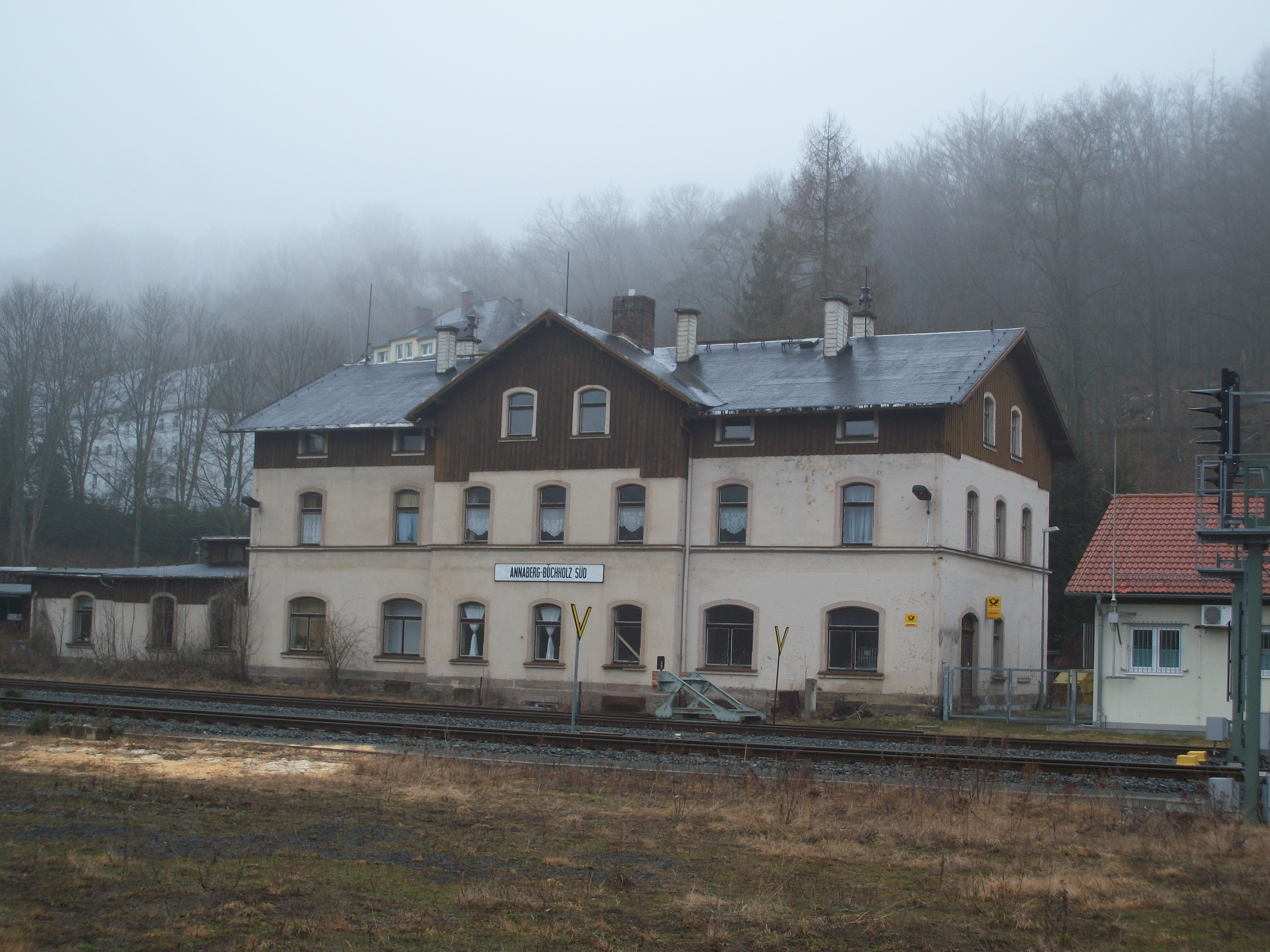
Bahnhof Annaberg-Buchholz Süd (2016)

Der Bahnhof der damals selbstständigen Stadt Buchholz wurde am 3. August 1872 mit Eröffnung der Bahnstrecke Weipert-Annaberg im Süden der Stadt in Betrieb genommen. Der Bahnhof trug folgende Namen:
- bis 1902: Buchholz
- bis 1905: Buchholz Bahnhof
- bis 1911: Buchholz
- bis 1933: Buchholz (Sa)
- bis 1949: Buchholz (Sachs)
- seit 1949: Annaberg-Buchholz Süd (durch die Vereinigung von Annaberg und Buchholz zu Annaberg-Buchholz)

Seit 1889 zweigt in Buchholz (heute Annaberg-Buchholz Süd) die als Sekundärbahn errichtete Bahnstrecke Annaberg-Buchholz–Schwarzenberg als Verbindungsstrecke zur Bahnstrecke Schwarzenberg–Zwickau in Richtung Aue (Sachs)–Zwickau ab. 1997 wurde der fahrplanmäßige Zugverkehr auf der Strecke eingestellt.
Am Bahnhof Annaberg-Buchholz Süd erproben Siemens und DB Netz seit 2014 eine für Siemens neue Stellwerksarchitektur von elektronischen Stellwerken, bei der die Kommunikation zwischen Stellwerksrechner und Signalen über ein IP-Netzwerk und mit einer standardisierten Schnittstelle „SCI-LS“ erfolgt. Dies erlaubt den Einsatz von preisgünstiger Netzwerkinfrastruktur, außerdem ermöglichen standardisierte Schnittstellen die Einbindung von LST-Komponenten unterschiedlicher Hersteller.
Annaberg-Buchholz Mitte ⊙

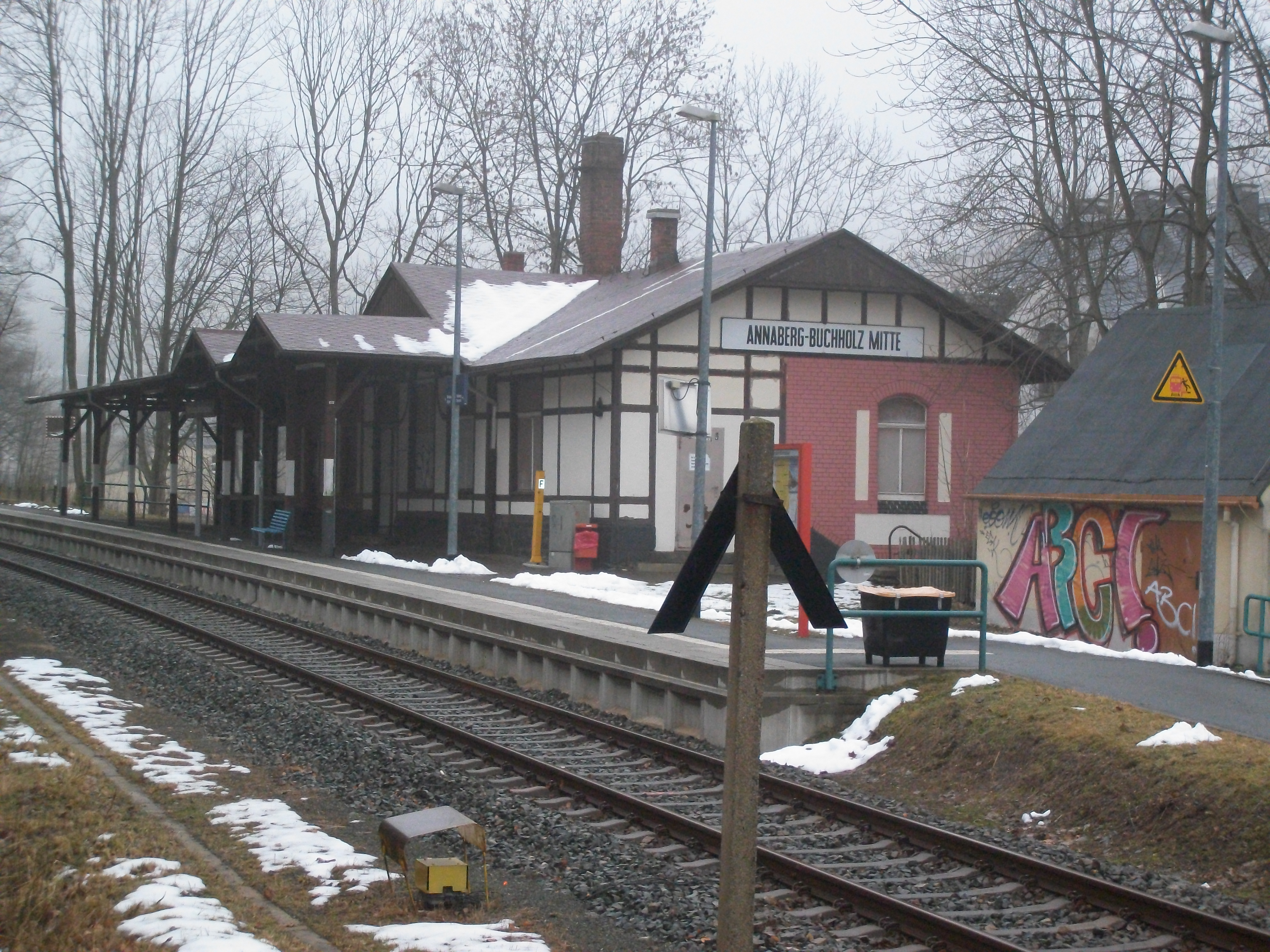
Haltepunkt Annaberg-Buchholz Mitte (2016)

Der Haltepunkt Annaberg-Buchholz Mitte wurde am 1. Oktober 1902 als Buchholz Haltepunkt im Tal der Sehma eröffnet. Er entstand nach Forderungen der Buchholzer Bürgerschaft nach einem stadtnäheren Haltepunkt, da der Bahnhof von Buchholz ganz im Süden der Stadt liegt. Von 1905 bis 1945 besaß die Betriebsstelle noch ein zweites Gleis, das auch für Zugkreuzungen genutzt wurde.
Der Halt, der zwischen 1905 und 1922 Bahnhof war, trug folgende Namen:
- bis 1905: Buchholz Haltepunkt
- bis 1911: Buchholz Königstraße
- bis 1933: Buchholz (Sa) Königstraße
- bis 1945: Buchholz (Sachs) Königstraße
- bis 1949: Annaberg-Buchholz Hp
- seit 1949: Annaberg-Buchholz Mitte

Annaberg-Buchholz unt Bf ⊙

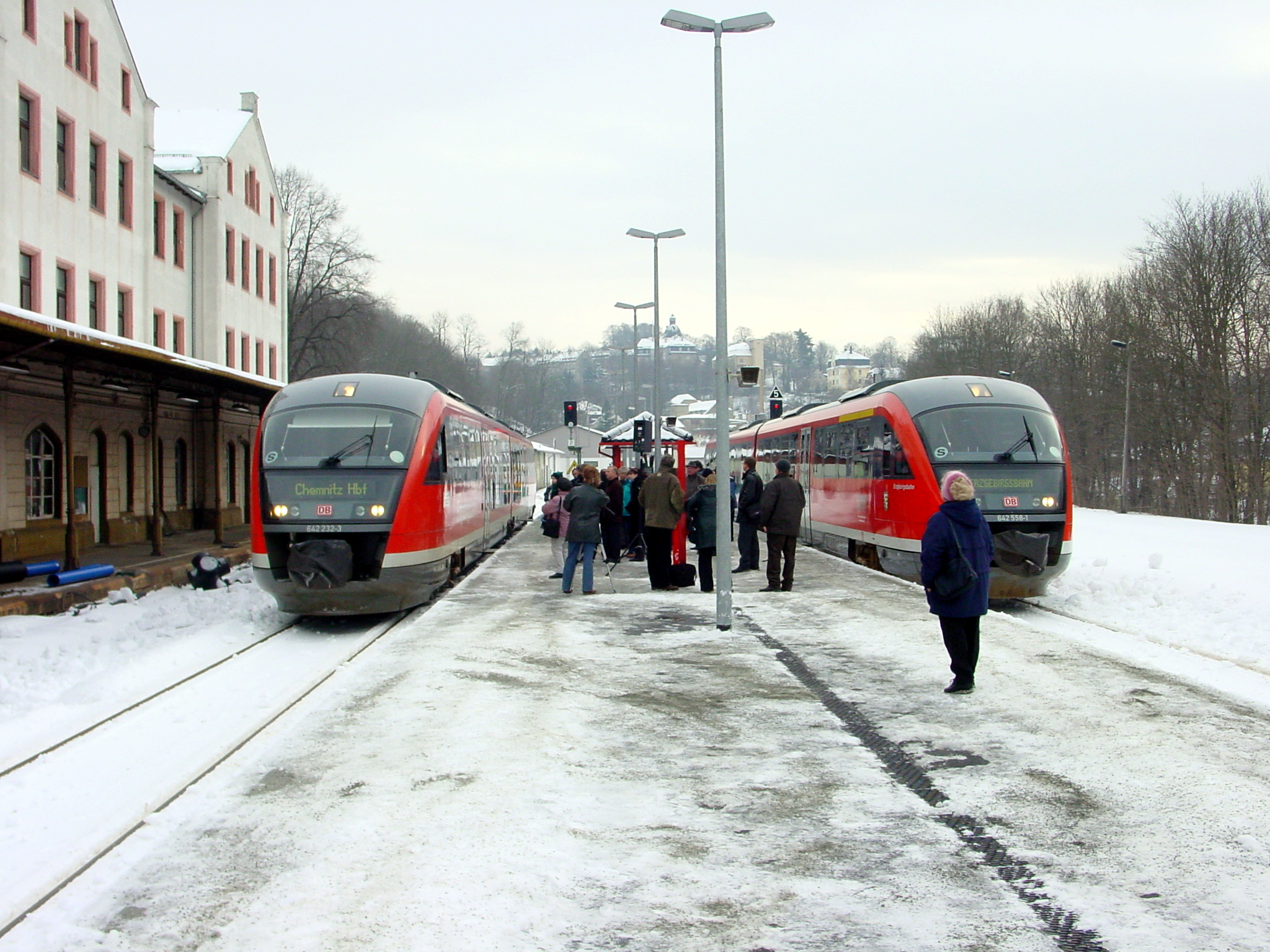
Bahnhof Annaberg-Buchholz unt Bf

Der Bahnhof Annaberg-Buchholz unt Bf (bis 1945: Annaberg (Erzgeb)) ist 1866 als damaliger Endpunkt der Chemnitz-Annaberger Bahn als Bahnhof Annaberg in Betrieb genommen worden. Er trug folgende Namen:
- bis 1904: Annaberg
- bis 1911: Annaberg i Erzgeb
- bis 1922: Annaberg (Erzgeb)
- bis 1949: Annaberg (Erzgeb) unt Bf (durch die Ernennung von Annaberg (Erzgeb) Ladest zu Annaberg (Erzgeb) ob Bf)
- seit 1949: Annaberg-Buchholz unt Bf (durch die Vereinigung von Annaberg und Buchholz zu Annaberg-Buchholz)

Die einst umfangreichen Anlagen des Bahnhofes wurden 2006 im Zuge der Streckensanierung bis auf zwei Hauptgleise zurückgebaut. Auf dem Gelände des Güterbahnhofes befindet sich heute ein Einkaufsmarkt. Das Empfangsgebäude wird eine Außenstelle der TU Chemnitz, den Smart Rail Connectivity Campus, beherbergen.

## Fahrzeugeinsatz
Kurzzeitig verkehrten auch Tenderlokomotiven der DR-Baureihe 83.10 auf der Strecke.